# Sokszínű futrinka
A sokszínű futrinka (Carabus arcensis) a futóbogárfélék családjába tartozó, Európában honos, ragadozó bogárfaj.

## Megjelenése
A sokszínű futrinka testhossza 15-21 mm. Általában fémes rézszínű, de néha kékes, lilás vagy zöldes. Szárnyfedőin vékony bordák és láncszerű kiemelkedések váltakoznak.      

## Elterjedése
Eurázsia mérsékelt övi területeinek lakója a Brit-szigetektől egészen Japánig. Magyarországon számos alfaja közül az egyik az Alpokalján és a Bakonyban, egy másik az Aggteleki-karszton, a Bükkben, a Mátrában és a Zemplénben fordul elő. Az utóbbi évtizedekben létszáma Európában jelentősen megfogyatkozott, az Egyesült Királyságban például 67%-kal.     

## Életmódja
A magasabb hegységek erdeinek jellemző bogárfaja. Elsősorban fenyvesekben és bükkösökben él, de a Kárpátokban megtalálható az erdőhatár fölött is.   
Magyarországon védett, természetvédelmi értéke 10 000 Ft.

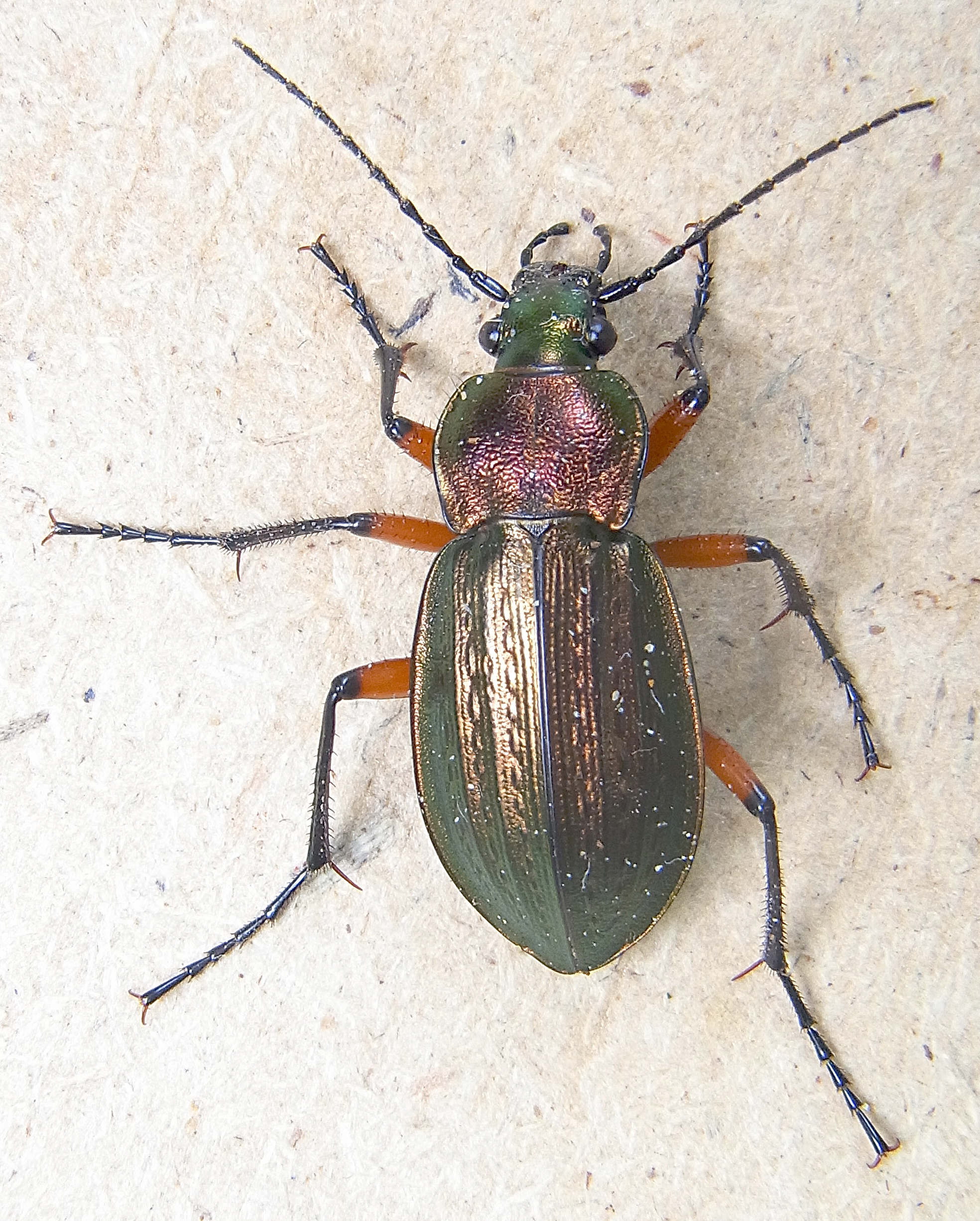
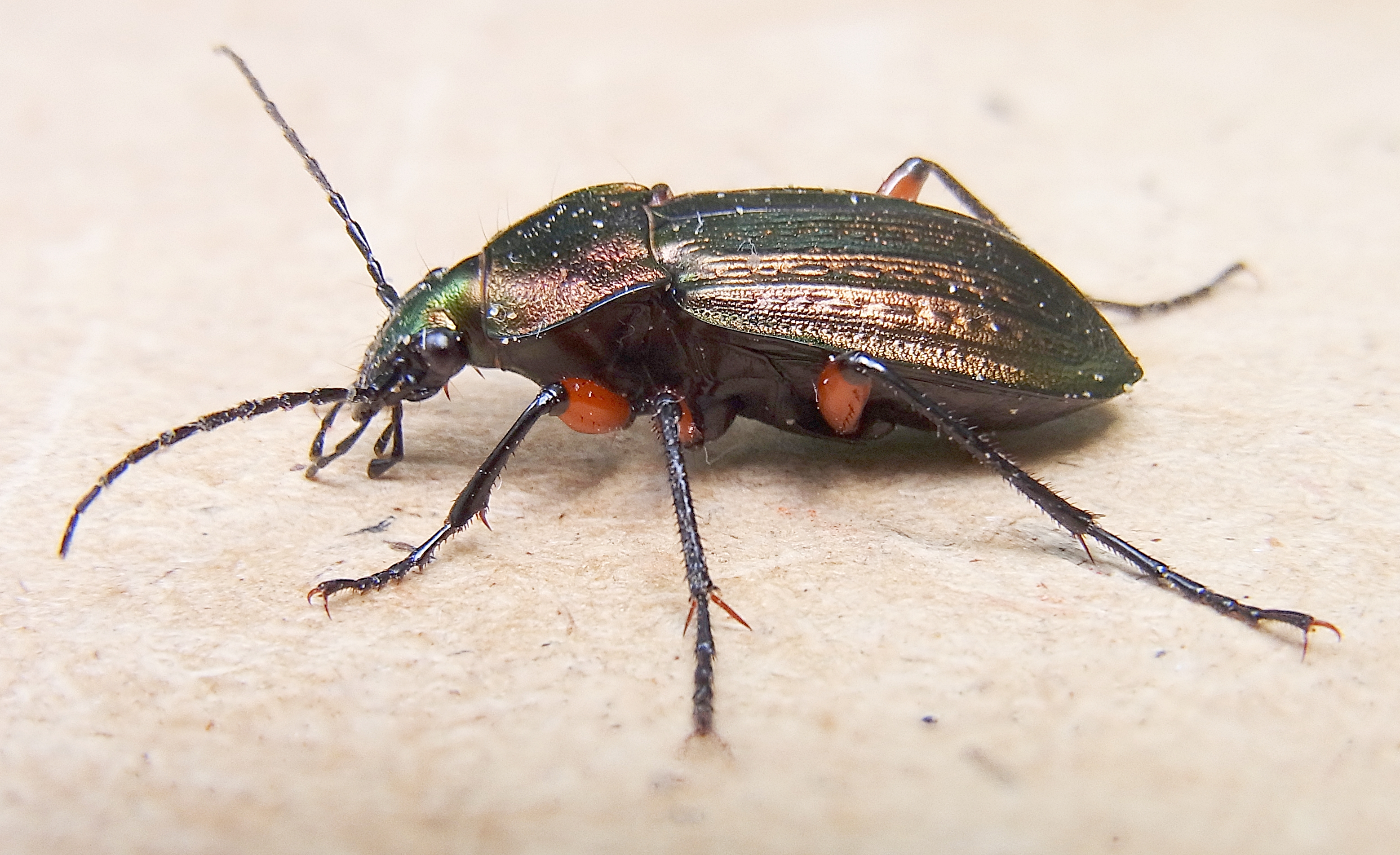
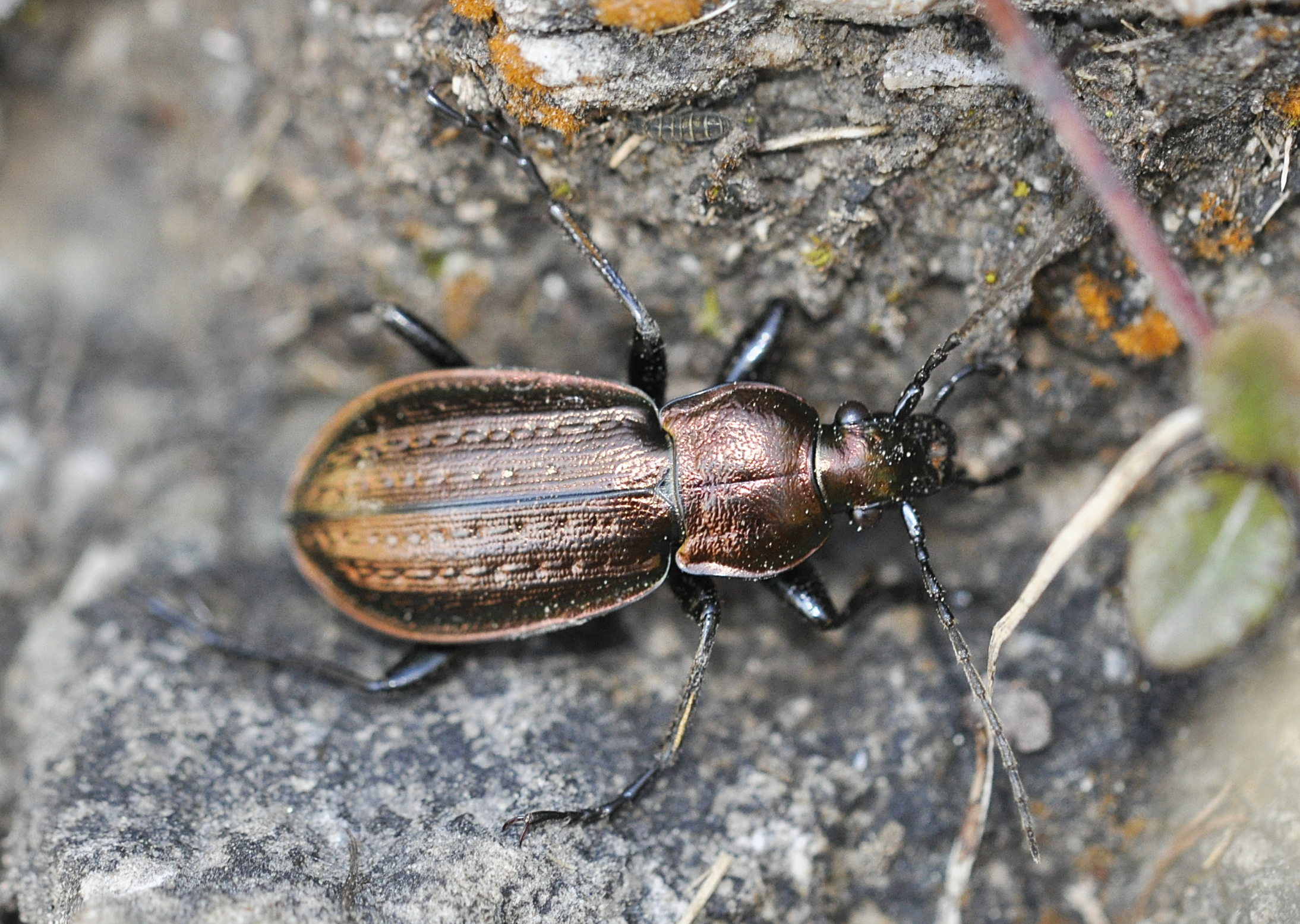
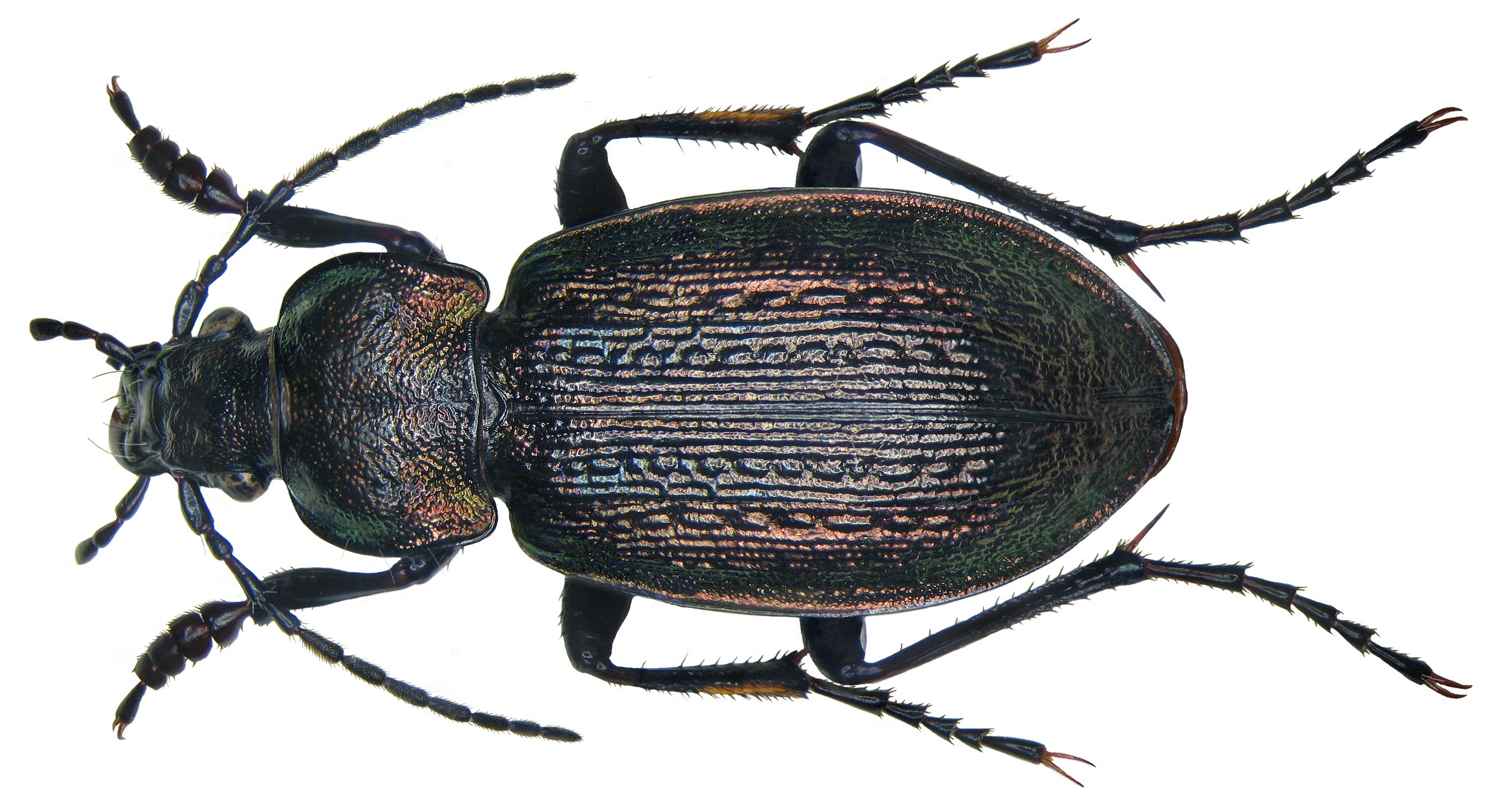